# Echeveria multicaulis
Echeveria multicaulis är en fetbladsväxtart som beskrevs av Joseph Nelson Rose. Echeveria multicaulis ingår i släktet Echeveria och familjen fetbladsväxter. Inga underarter finns listade i Catalogue of Life.

## Bildgalleri

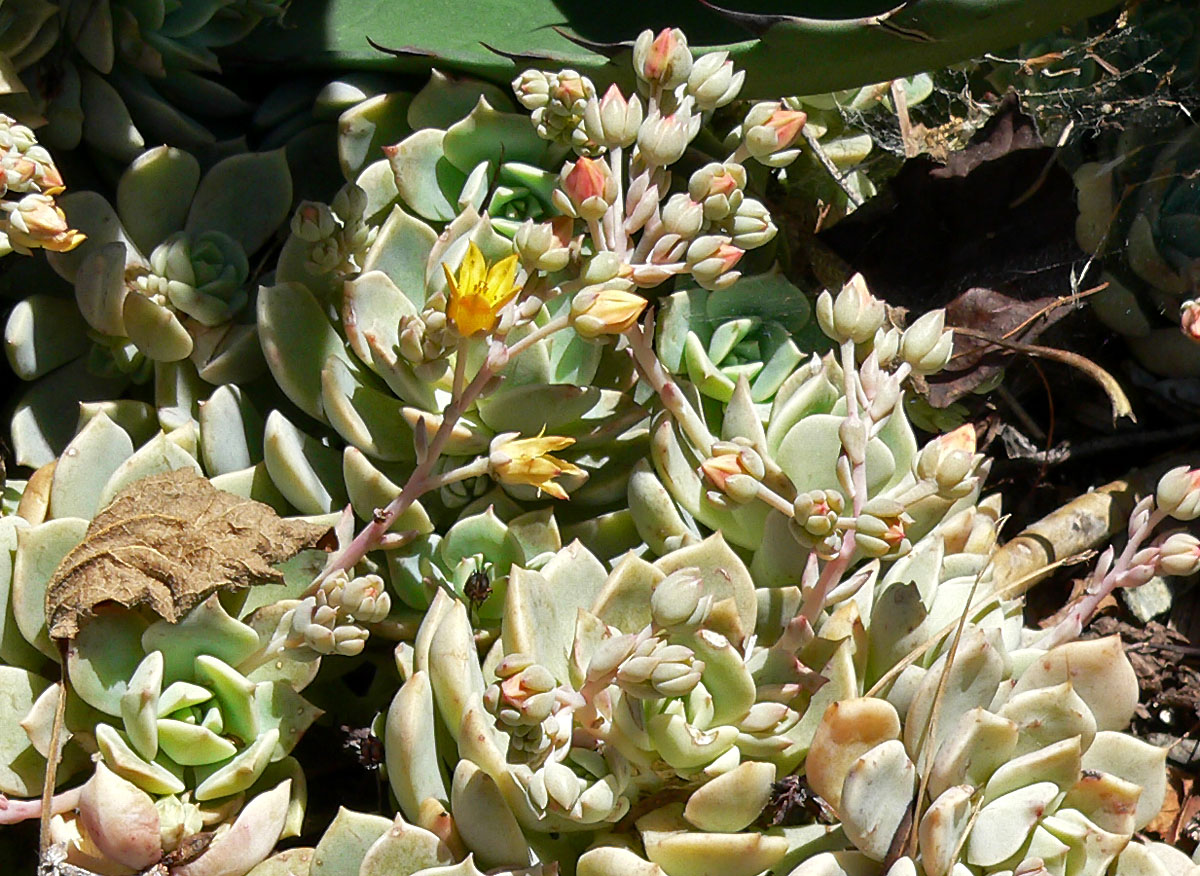
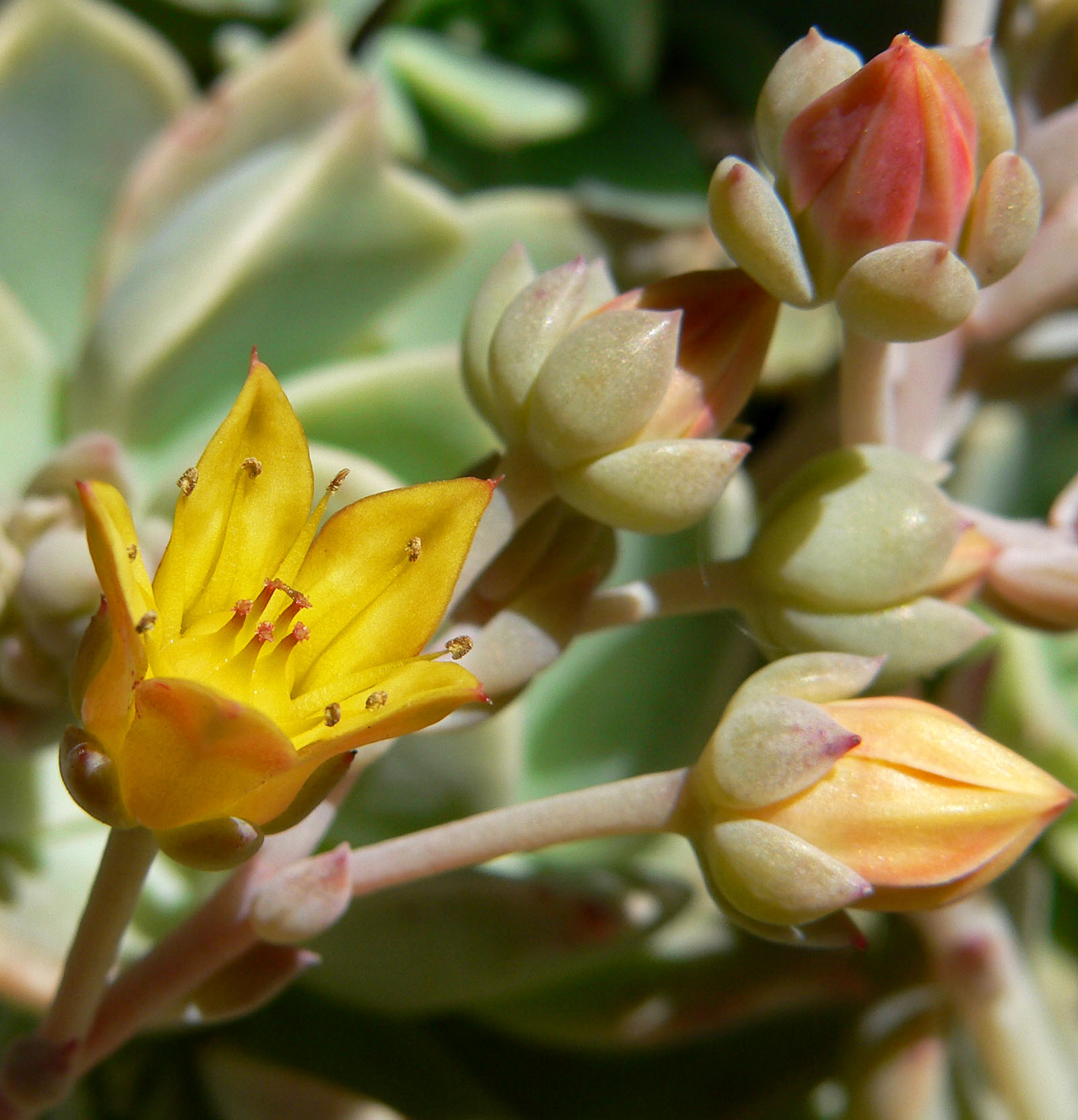
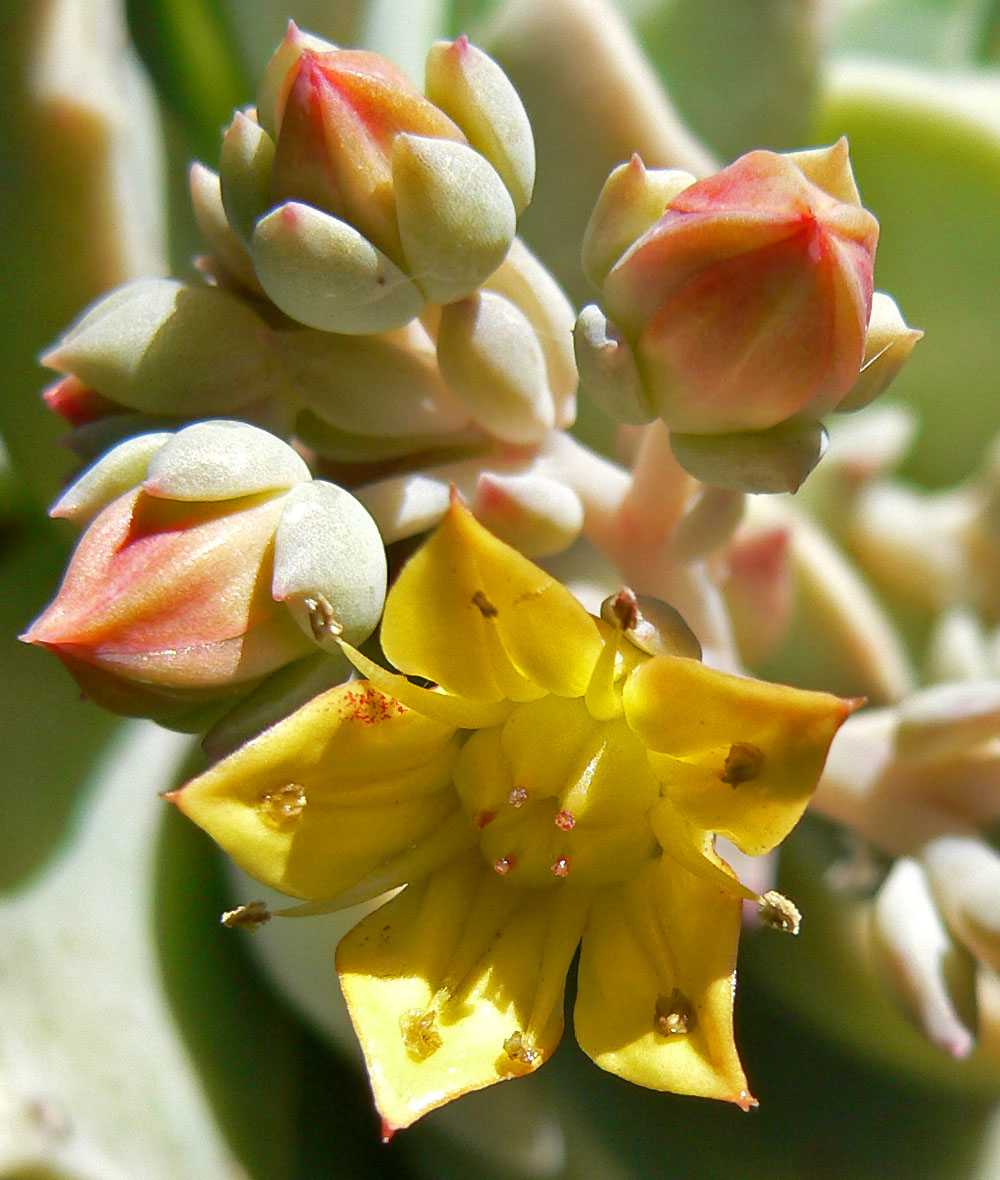
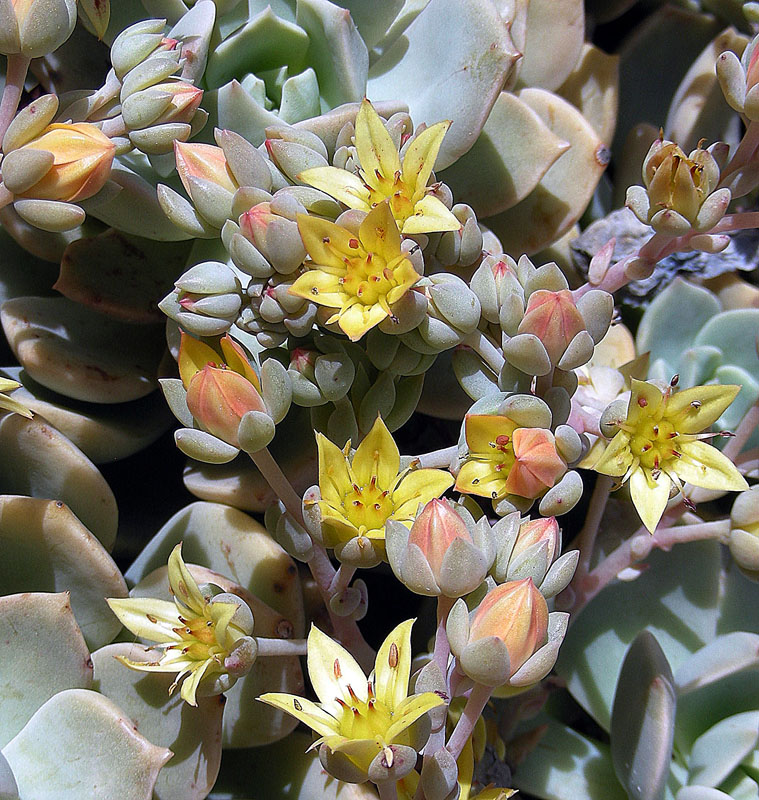
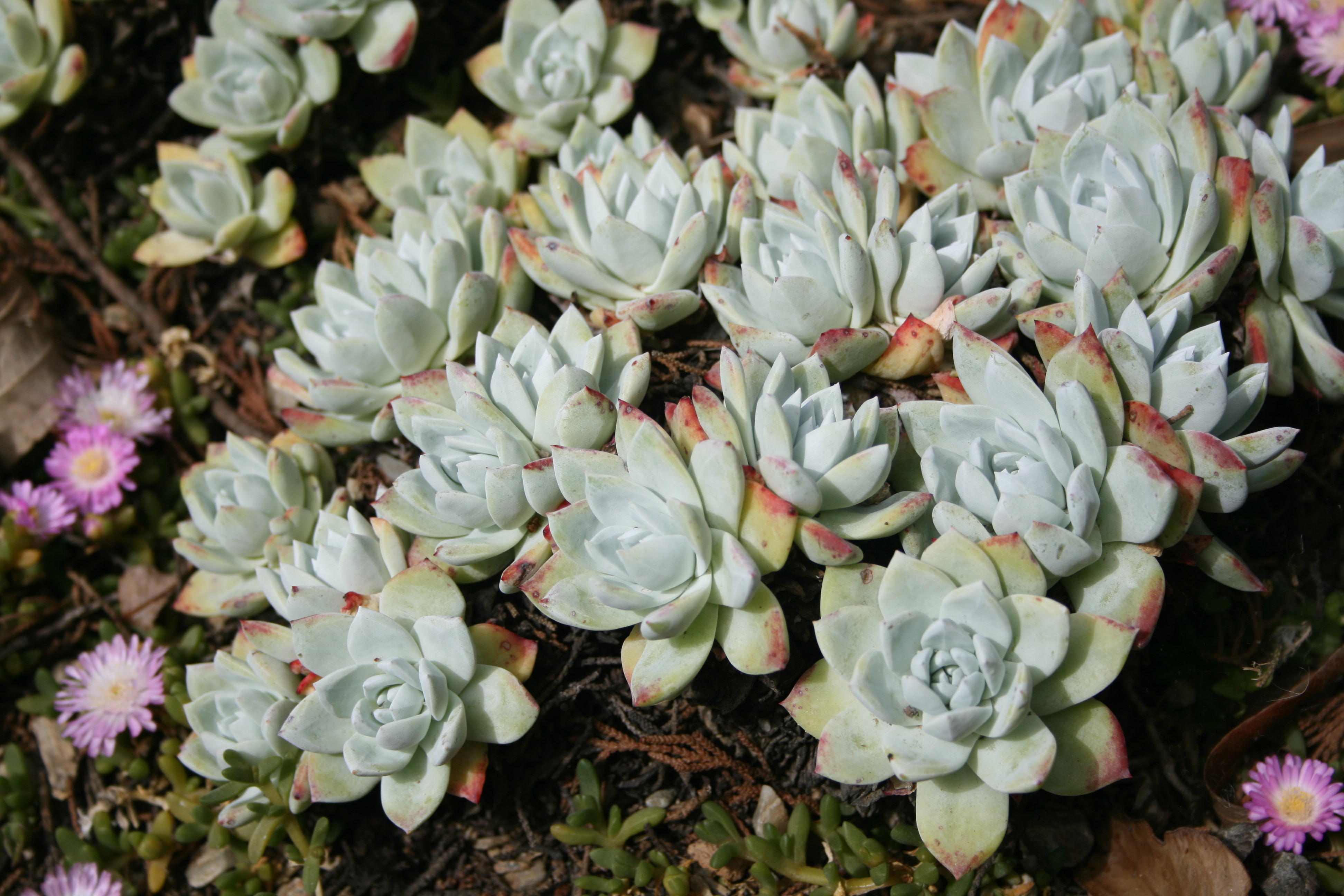